# Tiszaújváros (distrikt)
Tiszaújváros är ett distrikt i Ungern. Det ligger i provinsen Borsod-Abaúj-Zemplén, i den nordöstra delen av landet, 150 km öster om huvudstaden Budapest.